# Спремање рибљег гулаша захтева високу концентрацију
Спремање рибљег гулаша захтева високу концентрацију уз поднаслов "победници Сплита `91", је други студијски албум српског панк рок бенда Џа или Бу. Сниман је у фебруару и марту 1993. у До-Ре-Ми студију у Новом Саду. Албум је објављен 1994. Албум је објавила издавачка кућа Metropolis Records. То је почетак сарадње ове издавачке куће и бенда Џа или Бу и уједно први албум који је објавила ова издавачка кућа. Страна А овог издања носи назив "Коњ", а Б – страна "Пас". Текстови пјесама изражавају политичке и друштвене ставове чланова бенда, али и иронично – сатиричну критику посткомунистичког друштва што се можда најупечатљивије осликава у пјесмама “Друг Тито се крије у пећини”, “Велика светска завера”, “Трећа смена”, итд. Пјесма "Другови" директно говори о изгубљеној генерацији деведесетих која је гинула на хрватском и босанско-херцеговачком ратишту и једна је од првих пјесама те врсте у Ex-Yu року уопште. На овом албуму се налази и обрада песме “Мотори” ex-Yu хејви метал бенда  Дивље јагоде, која је имала за циљ показивање иронично – критичког става према таквој врсти музике. На албуму су гостовали чланови бендова Атеист реп и Ева Браун.

## Списак пјесама
- А страна - Коњ

1. Скот
2. Пушење цигара
3. Друг Тито се крије у пећини
4. Трећа смена
5. Ракете авион
6. Каубојци и индијанци
7. Другови
8. Мотори

- Б страна -  Пас

1. Велика светска завера
2. Чишћење и пржење рибе
3. Пролеће
4. Робиња Исаура
5. Дуг је пут
6. Дрога и млади
7. Song of Rachel Welch
8. Devil Robby